# Ногинская (Ивановская область)
Ногинская — деревня в Кинешемском районе Ивановской области России. Входит в состав Батмановского сельского поселения.

## География
Деревня расположена в северо-восточной части Ивановской области, в зоне хвойно-широколиственных лесов, в пределах северо-восточной части Среднерусской возвышенности, на левом берегу реки Ёлнати, на расстоянии примерно 21 километра (по прямой) к юго-востоку от города Кинешмы, административного центра района. Абсолютная высота — 108 метров над уровнем моря.

### Климат
Климат характеризуется как умеренно континентальный, с холодной многоснежной зимой и умеренно жарким влажным летом. Среднегодовая температура воздуха — 3,1 °C. Средняя температура воздуха самого холодного месяца (января) — −11,7 °C (абсолютный минимум — −45 °C), средняя температура самого тёплого (июля) — 18,2 °С (абсолютный максимум — 38 °C). Период с температурой воздуха выше 10 °C длится около 122 дней. Годовое количество атмосферных осадков — 595 мм, из которых 402 мм выпадает в период с апреля по октябрь.

### Часовой пояс
Деревня Ногинская, как и вся Ивановская область, находится в часовой зоне МСК (московское время). Смещение применяемого времени относительно UTC составляет +3:00.

## История
Близ деревни в селе Берегово в 1836 году была построена каменная Преображенская церковь с такой же колокольней на средства прихожан. Престолов было 2: в честь Преображения Господня и святит. Николая Чудотворца.
В конце XIX — начале XX века деревня Ногинская с селом Берегово входили в состав Никитинской волости Кинешемского уезда Костромской губернии, с 1918 года — в составе Иваново-Вознесенской губернии.
С 1929 года деревня входила в состав Закусихинского сельсовета Кинешемского района Ивановской области, с 1954 года — в составе Батмановского сельсовета, с 2005 года — в составе Батмановского сельского поселения.

## Население
| 1872 | 1897 | 1907 | 2002 | 2010 |
| ---- | ---- | ---- | ---- | ---- |
| 98   | ↗114 | ↗115 | ↘17  | ↘12  |

### Национальный состав
Согласно результатам переписи 2002 года, в национальной структуре населения русские составляли 94 % из 17 чел.

## Достопримечательности
В деревне расположена действующая Церковь Спаса Преображения (1836).